# Lehtisaari (ö i Finland, Södra Savolax, S:t Michel, lat 61,39, long 27,49)
Lehtisaari är en ö i Finland. Den ligger i sjön Suojavesi och i kommunen Sankt Michel i den ekonomiska regionen  S:t Michel och landskapet Södra Savolax, i den södra delen av landet, 190 km nordost om huvudstaden Helsingfors. Öns area är 7,5 hektar och dess största längd är 360 meter i nord-sydlig riktning.